# Centrale générale des syndicats libéraux de Belgique
La Centrale générale des syndicats libéraux de Belgique (CGSLB) ou Syndicat libéral (nl: Algemene Centrale der Liberale Vakbonden van België (ACLVB)) est un syndicat national de salariés belge. Avec environ 300 000 affiliés, la CGSLB est la troisième centrale syndicale belge.
La CGSLB est membre de la Confédération syndicale internationale (CSI) et de la Confédération européenne des syndicats (CES).

## Voir Aussi
- Syndicalisme
- CSC
- FGTB
- CNC